# مرفأ سيربون
مرفأ سيربون (بالإنجليزية: Port of Cirebon)‏ هي منطقة سكنية تقع في إندونيسيا في سيربون.